# Saara Aalto

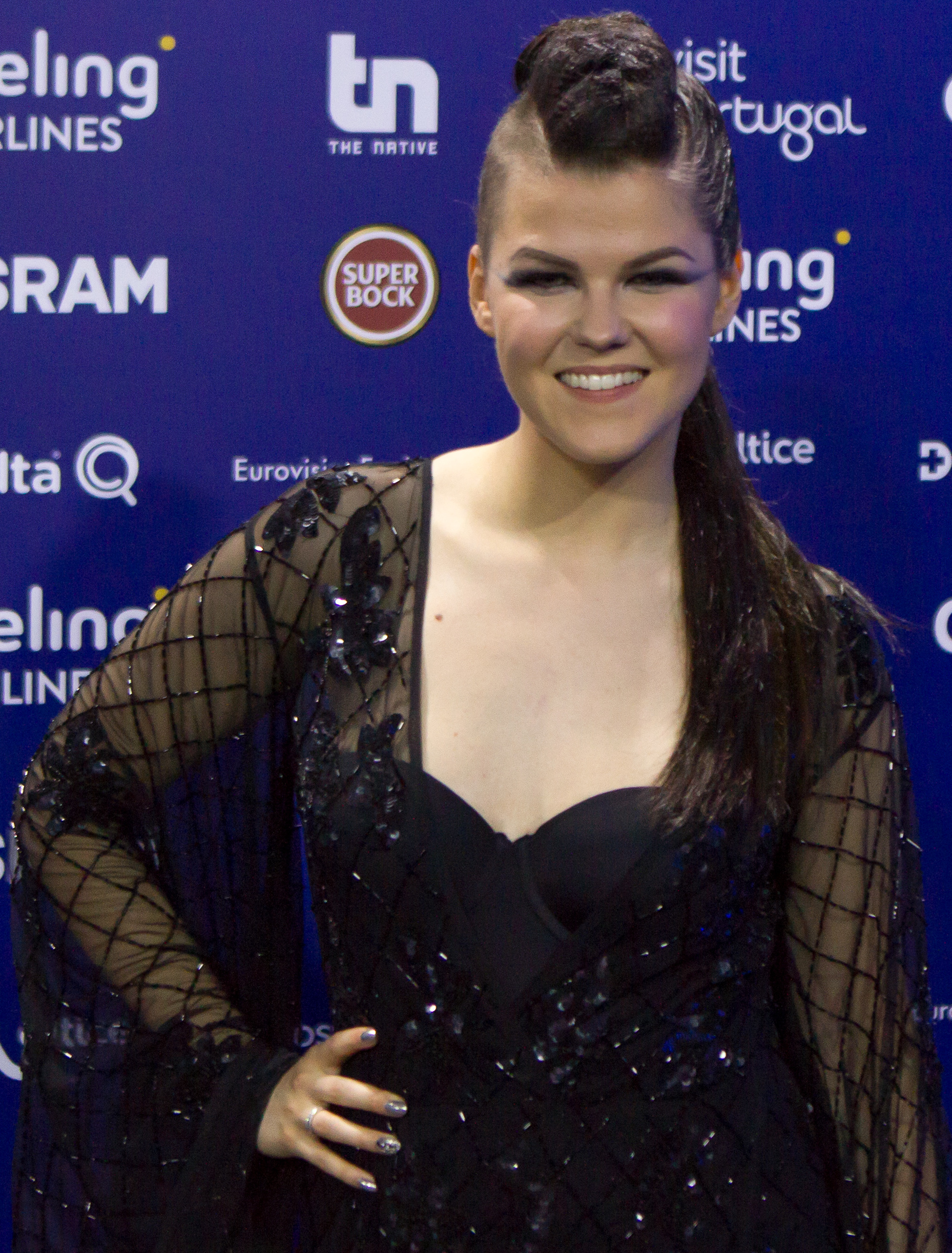
Saara Aalto (2018)

Saara Sofia Aalto (* 2. Mai 1987 in Oulunsalo, Oulu, Nordösterbotten) ist eine finnische Sängerin und Synchronsprecherin. Sie vertrat Finnland beim Eurovision Song Contest 2018 in Lissabon mit dem Lied Monsters.

## Leben
Aalto wuchs in einer musikalischen Familie auf und konzentrierte sich bereits als Kind auf die Musik. Ihre Klavierlehrerin war die Pianistin und Pädagogin Olga Maslak. Saara schrieb ihr erstes Lied im Alter von fünf Jahren. Zu ihren engen Verwandten gehören die Malerin und Dokumentarregisseurin Eeli Aalto und der Zauberkünstler Simo Aalto. 1998, im Alter von 11 Jahren, gewann sie den Liedwettbewerb für Kinder des Seefestivals in Kotka mit einer ihrer eigenen Kompositionen. Aalto gewann auch den internationalen Gesangswettbewerb von Charlotte Church, der 2003 in den USA organisiert wurde. Sie besuchte die Musikschule Leevi Madetoja, an der sie 2005 ihr Abitur machte. Nach dem Abschluss zog sie nach Helsinki, um an der Sibelius-Akademie Musik und Gesang zu studieren. Anfang 2017 zog sie zusammen mit ihrer Lebensgefährtin nach London, England.

## Karriere
Besonders bekannt in der Öffentlichkeit wurde Aalto durch ihre Coverversion von Let It Go, dem Titellied des Disneyfilms Die Eiskönigin – Völlig unverfroren, das sie in insgesamt 15 Sprachen sang und anschließend auf YouTube hochlud. Das Video hat mit Stand Juni 2021 über 5,7 Millionen Aufrufe.

### The Voice of FinlandundUuden Musiikin Kilpailu
Im Jahr 2012 belegte Aalto in der ersten Staffel von The Voice of Finland den zweiten Platz. Im Jahr 2011 und 2016 nahm sie zudem am Uuden Musiikin Kilpailu (UMK), dem finnischen Vorentscheid zum Eurovision Song Contest, teil und wurde jeweils Zweite.

### X-Factor
2016 nahm Aalto beim britischen X Factor teil. Nachdem sie bereits in der „Six-Chair-Challenge“ ausgeschieden war, wurde sie mit einer Wildcard wieder zurück in die „Auditions“ geholt. Aalto erreichte die Finalrunde und wurde hinter Matt Terry Zweite.
2018 war sie eine der vier Juroren in der zweiten Staffel der finnischen Ausgabe von X-Factor. Aalto betreute die Gruppe der Frauen unter 25 Jahren. Am 6. Mai wurde die von Aalto betreute Kandidatin Tika Liljegren Gewinnerin der Staffel.

### Eurovision Song Contest 2018
Aalto belegte beim Eurovision Song Contest 2018 den vorletzten Platz (Platz 25). In einer Pressekonferenz am 7. November 2017 hatte das finnische Fernsehen Yle bekannt gegeben, dass man Aalto intern als finnische Vertreterin für den Eurovision Song Contest 2018 ausgewählt hatte. Geplant war ein Vorentscheid (Uuden Musiikin Kilpailu 2018), wie in den letzten Jahren, jedoch änderte man das Regelwerk für den Vorentscheid: Aalto stellte insgesamt drei Lieder vor. Die Zuschauer in Finnland entschieden zu 50 %, mit welchem der drei Lieder Aalto Finnland beim ESC vertreten sollte. Die anderen 50 % stammten von einer internationalen Jury aus europäischen Ländern, wie bereits 2017. Der Vorentscheid fand wie im Vorjahr in der Espoo Metro Areena statt.
2019 nahm sie an der elften Staffel der britischen Eiskunstlaufshow Dancing on Ice teil.

## Diskografie

### Alben
- 2011: Blessed with Love
- 2011: Enkeleitä – Angels
- 2013: You Had My Heart
- 2013: Ai De Zhu Fu
- 2015: Tonight (mit Teemu Roivainen)
- 2018: Wild Wild Wonderland
- 2019: Fairytale - Joulun taikaa

### Singles
- 2011: Blessed with Love
- 2013: You Had My Heart
- 2014: You Raise Me Up (mit Teemu Roivainen)
- 2016: No Fear
- 2018: Monsters
- 2018: Domino
- 2018: Queens
- 2018: DANCE!!!